# Ophiotettix cygnicollis
Ophiotettix cygnicollis är en insektsart som beskrevs av Walker, F. 1871. Ophiotettix cygnicollis ingår i släktet Ophiotettix och familjen torngräshoppor. Inga underarter finns listade i Catalogue of Life.